# Paul Tanner (Musiker)
Paul O. W. Tanner (* 15. Oktober 1917 in Skunk Hollow, Kentucky; † 5. Februar 2013 in Carlsbad, Kalifornien) war ein US-amerikanischer Jazz-Posaunist des Swing, Jazzautor und Erfinder.

## Werdegang
Tanner wurde bekannt als Posaunist des Glenn Miller Orchestra. Ab 1942 spielte er in Millers Army Air Force Band und später in der Nachfolgeband unter Tex Beneke. Nach dem Ende der Big-Band-Ära wurde er Studiomusiker in Hollywood bei ABC, wo er viel mit Henry Mancini zusammenarbeitete (einem ehemaligen Kollegen aus Tex Benekes Band). Nach einem angehängten Studium war er Musik-Professor an der UCLA, wo er Jazz-Kurse gab. Er schrieb auch mehrere Bücher über Jazz, u. a. ein Schullehrbuch und Lehrbücher für Posaune. 
Zusammen mit Bob Whitsell (Erfinder und Schauspieler) erfand er Ende der 1950er Jahre das Electro-Theremin (auch Tannerin genannt), das den Klang des Theremins nachahmen sollte. Es wurde zum Beispiel von den Beach Boys in Songs wie „Good Vibrations“ verwendet. Tanner benutzte es für mehrere TV- und Spielfilm-Soundtracks und für die Platte „Music from Outer Space“ (Omega).